# Bothrops sanctaecrucis
Il ferro di lancia boliviano (Bothrops sanctaecrucis Hoge, 1966)  è un serpente della famiglia dei viperidi,  endemico della Bolivia.

## Distribuzione e habitat
La specie è endemica della Bolivia. Il suo areale è ristretto ai dipartimenti di Beni e Santa Cruz (da cui prende il nome).